# Museo Arqueológico de Astros
El Museo Arqueológico de Astros es un museo que está en Astros, una población de la parte oriental de la unidad periférica de Arcadia, en Grecia.
Se encuentra en un edificio tradicional que cuenta con un gran patio y que había sido anteriormente utilizado como escuela de enseñanza. A partir de 1985 fue convertido en museo arqueológico.
El museo contiene objetos procedentes de asentamientos de la antigua región de Cinuria, que antiguamente perteneció en algunas épocas históricas a Argólide y en otras a Laconia.
Entre los objetos expuestos se hallan elementos arquitectónicos de la mansión de Herodes Ático de Eua, cerámica y otros objetos de ajuares funerarios procedentes de necrópolis, principalmente del periodo helenístico y pequeñas piezas como monedas e inscripciones epigráficas procedentes de diversos asentamientos antiguos de la zona.
|                  |
| Busto de Antínoo |

|                             |
| Busto del emperador Adriano |